# Jan IV Laskarys
Jan IV Laskarys (gr. Ἰωάννης Δʹ Δούκας Λάσκαρις) (ur. 25 grudnia 1250, zm. prawdopodobnie ok. 1305) – cesarz nicejski w latach 1258–1261, syn i następca Teodora II i Heleny, córki bułgarskiego cara, Iwana Asena II. 

## Życiorys
Jan został władcą imperium nicejskiego po śmierci swego ojca, Teodora II, w 1258, jako ośmioletni chłopiec. Ze względu na jego niepełnoletność faktyczna władza spoczywała w rękach regenta, którym był bliski współpracownik zmarłego cesarza, Jerzy Muzalon. Jerzy był jednak bardzo niepopularny i wkrótce został zamordowany. Jego miejsce zajął cieszący się szerokim poparciem Michał Paleolog, który już w listopadzie 1258 został regentem, a w styczniu 1259 koronował się na współcesarza nicejskiego. Choć Jan pozostał na tronie, faktycznym władcą został Michał Paleolog.
Po zdobyciu Konstantynopola 25 lipca 1261 Michał Paleolog koronował się na cesarza bizantyńskiego. W dniu swych 11. urodzin Jan IV Laskarys został oślepiony na rozkaz Paleologa i uwięziony w zamku nad morzem Marmara, gdzie został mnichem o imieniu Józef. Z zapisków historycznych wiadomo, iż żył jeszcze pod koniec XIII wieku, ponieważ w 1290 uznał Andronika II jako cesarza. 
Jan IV był ostatnim władcą z dynastii Laskarysów, władającej cesarstwem w najtrudniejszym okresie jego istnienia, dążącej do zdobycia Konstantynopola i odbudowania Bizancjum w granicach sprzed 1204.